# 明治国際医療大学附属病院
明治国際医療大学附属病院（めいじこくさいいりょうだいがくふぞくびょういん）は、京都府南丹市にある明治国際医療大学の附属大学病院である。日本初の西洋医学と東洋医学の融合した医療を行っている。

## 沿革
- 1987年（昭和62年） 「明治鍼灸大学附属病院」として開設。
- 2008年（平成20年）現名称に改める。

## 診療科目
- 内科
- 呼吸器科
- 消化器科
- 循環器科
- 神経内科
- 神経科
- 外科
- 整形外科
- 脳神経外科
- 皮膚科
- 泌尿器科
- 婦人科
- 眼科
- 耳鼻咽喉科
- リハビリテーション科
- 麻酔科
- 歯科

## 医療機関指定
出典
| 京都府地域リハビリテーション支援研究センター | 京都府医師会胃がん検診二次精密検査医療機関 |
| 京都府医師会大腸がん検診二次精密検査医療機関 | 京都府医師会肺がん検診精密検査医療機関     |
| 日本病院会 病院総合医 育成プログラム認定施設 |                                            |

## 学会認定
出典
| 日本リハビリテーション医学会研修施設  | 日本整形外科学会専門医研修施設      |
| 日本泌尿器科学会専門医研修施設        | 日本眼科学会専門医研修施設          |
| 日本内科学会専門医制度関連施設        | 日本消化器病学会専門医制度関連施設  |
| 日本循環器病学会循環器研修関連施設    | 日本外科学会外科専門医制度関連施設  |
| 日本栄養療法推進協議会NST稼働認定施設 | 日本がん治療認定医機構認定研修施設  |
| 日本抗加齢医学会認定医療施設          | 日本臨床栄養代謝学会NST稼働認定施設 |

## 交通アクセス
- JR西日本山陰本線鍼灸大学前駅下車、徒歩2分。